# ۱۰۰۰ (خورشیدی)
۱۰۰۰ هزارمین سال هجری خورشیدی است. سالی عادی (غیر کبیسه) است که از روز یک‌شنبه آغاز شد.

## درگذشتگان
- ۸ اسفند - شیخ بهایی، (زاده: ۹۲۵)، دانشمند عصر صفوی